# Cyclophora azorensis
Cyclophora azorensis är en fjärilsart som beskrevs av Louis Beethoven Prout 1920. Cyclophora azorensis ingår i släktet Cyclophora och familjen mätare. Inga underarter finns listade i Catalogue of Life.